# 진랑
진랑(秦朗, 199년 이전 ~ ?)은 중국 삼국 시대 위(魏)의 정치가로, 자는 원명(元明)이며, 병주(幷州) 신흥군(新興郡) 운중현(雲中縣) 사람이다. 아명은 아소(阿蘇)이다.

## 생애
진의록(秦宜祿)의 아들로, 그의 어머니 두씨(杜氏)는 조조(曹操)의 측실이 되었기 때문에 조조에게 길러졌다.
진랑은 제후들의 틈에서 놀았으나, 조조·조비(曹丕) 대에도 처벌받는 일은 없었다. 명제(明帝)가 즉위한 후, 진랑은 표기장군(驃騎將軍) 겸 급사중(給事中)이 되어 명제가 외출할 때마다 이를 수행하였다. 명제는 다른 사람의 죄상을 들추어내는 것을 좋아하였는데, 이로 인하여 작은 죄에도 처형시키는 경우가 많았다. 그러나 진랑은 이를 말리지도 않았을 뿐더러, 유능한 인재를 천거하지도 않았다. 하지만 명제는 진랑을 신뢰하였고, 그를 부를 때는 아명으로 부르며 항상 가까이 하였다. 또한 항상 포상을 두둑히 하여, 진랑을 위해서 수도에 대저택을 지어주기까지 하였다. 진랑이 무능한 자라는 것을 모르는 자가 없었으나, 그가 황제와 가까운 사이였기 때문에 오히려 뇌물을 바치는 자가 많았고, 이로 인하여 진랑의 재산은 공(公)과 후(侯)에 버금갈 정도가 되었다.
청룡(靑龍) 원년(233년), 위의 장군인 소상(蘇尙)과 동필(董弼)이 선비(鮮卑)의 대인(大人) 가비능(軻比能)·보도근(步度根)에 맞서 누번(樓煩)에서 싸우다가 전사하였다. 진랑은 군세를 이끌고 이들을 물리쳤으나, 선비는 북쪽 사막에서 달아났다. 겨울 10월, 보도근 휘하의 부족 대인 호아랑니(胡阿狼泥)가 병주(幷州)로 와 항복하였기 때문에 진랑은 귀환하였다.
청룡 2년(234년), 촉(蜀)의 제갈량(諸葛亮)이 양주(凉州)를 공격하자 조예는 원군으로 진랑에게 2만 명의 병사를 주어 맞서 싸우게 하였다(오장원 전투).
명제 대에 진랑은 대장군(大將軍)인 연왕(燕王) 조우(曹宇)·영군장군(領軍將軍) 하후헌(夏侯獻)·무위장군(武衛將軍) 조상(曹爽)·둔기교위(屯騎校尉) 조조(曹肇)와 함께 정치를 주도하였다. 그러나 경초(景初) 2년(237년) 12월, 중서감(中書監) 유방(劉放)과 중서령(中書令) 손자(孫資)가 진랑의 태도에 대해 명제에게 참언하였기 때문에 진랑은 조우 등과 함께 파면되었다. 이때 진랑 등은 눈물을 흘리며 물러났다고 한다.

## 《삼국지연의》 속 진랑
234년, 전 장군으로서 오장원 전투에 참전하였다. 거짓 항복을 한 정문(鄭文)과 제휴하여 촉나라 진영을 야습하려 하였으나, 제갈량(諸葛亮)에게 간파당해 패배하고 죽임을 당했다.

## 진랑의 친족관계

### 관련 인물
- 진의록

## 같이 보기
- 삼국지 인물 목록